# Рейнельда
Рейнельда , Рейнхильд, Райнальда (лат.  Reineldis, 630 г., Контих, Бельгия — 700 г., Бельгия) — святая Римско-Католической Церкви, дева и мученица.

## Биография
Рейнельда родилась в городе и была дочерью лотарингского герцога Витгера и святой Амальберги Мобёжской. Её брат, святой Эмеберт, был епископом епархии Камбре, сестры Гудула и Фараильда также причислены Католической Церковью к лику святых. Согласно латинскому источнику «Vita Reneldis», написанному между 1048—1051 гг., Святая Рейнельда совершила паломничество в Святую Землю. Вернувшись домой, она посвятила свою жизнь благотворительной деятельности. Согласно преданию, святая Рейнельда была обезглавлена при нашествии гуннов вместе с Гондульфом и диаконом Гримоальдом.
В 1553 году городе Сент, Бельгия была построена церковь, посвящённая святой Рейнельде.
День памяти в Католической Церкви — 16 июля.

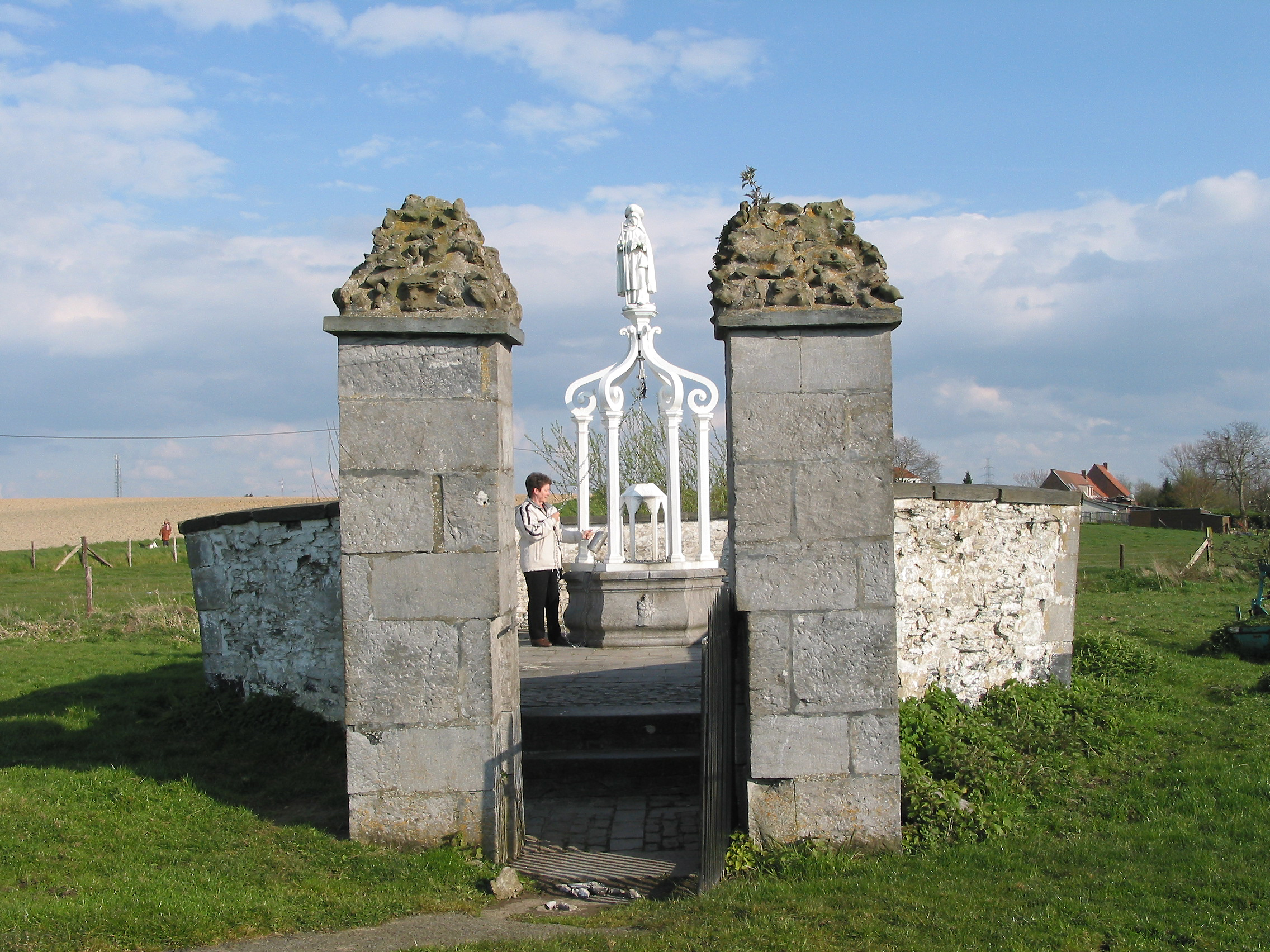
Фонтан св. Рейнельды, г. Сент, Бельгия
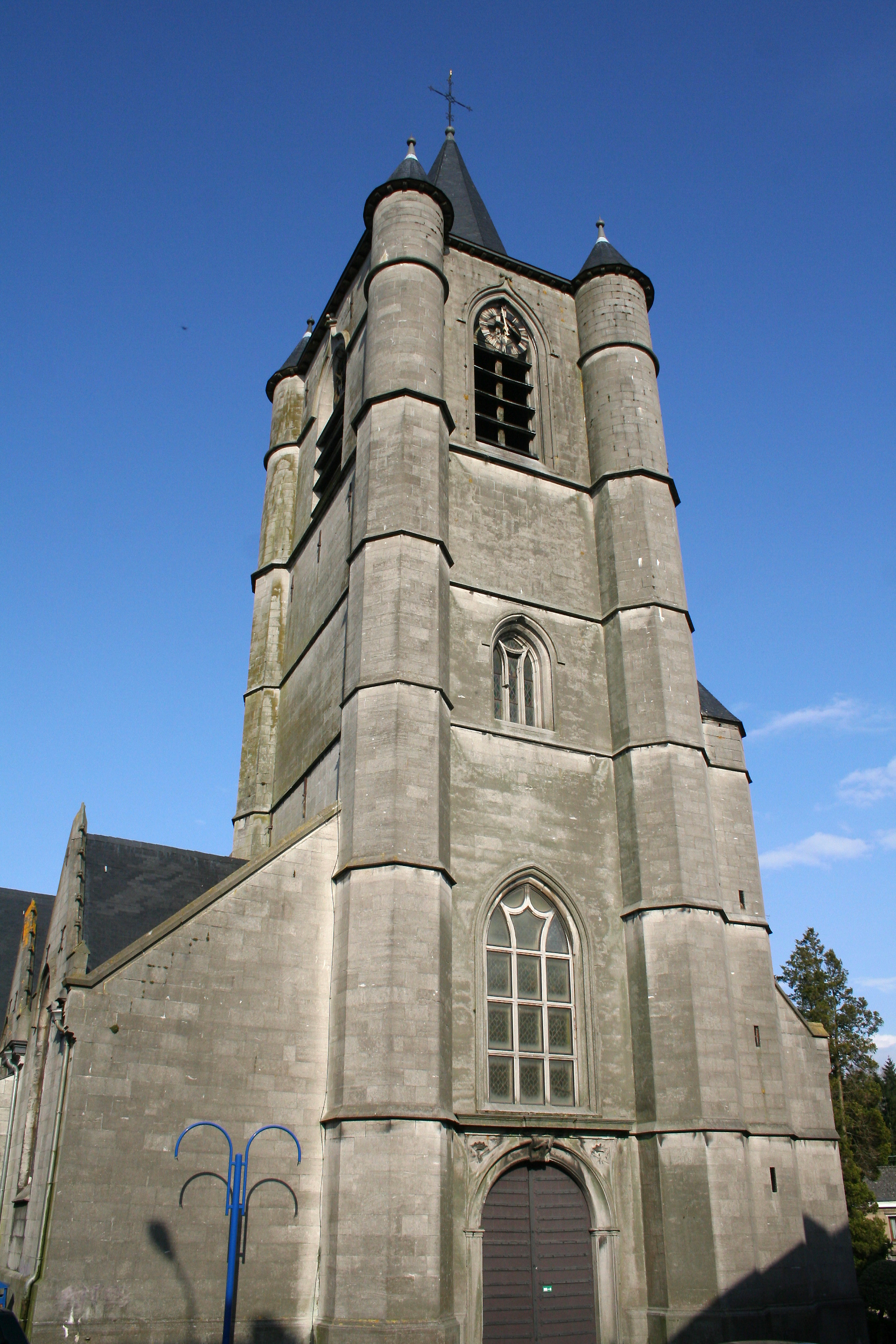
Церковь св. Рейнельды, г. Сент, Бельгия